# Fédération asiatique de handball
La Fédération asiatique de handball (AHF) est l'instance qui regroupe les fédérations de handball d'Asie. Affiliée à la Fédération internationale de handball (IHF), elle organise les compétitions continentales, notamment les championnats d'Asie masculin et féminin.
Son siège se trouve à Koweït au Koweït.

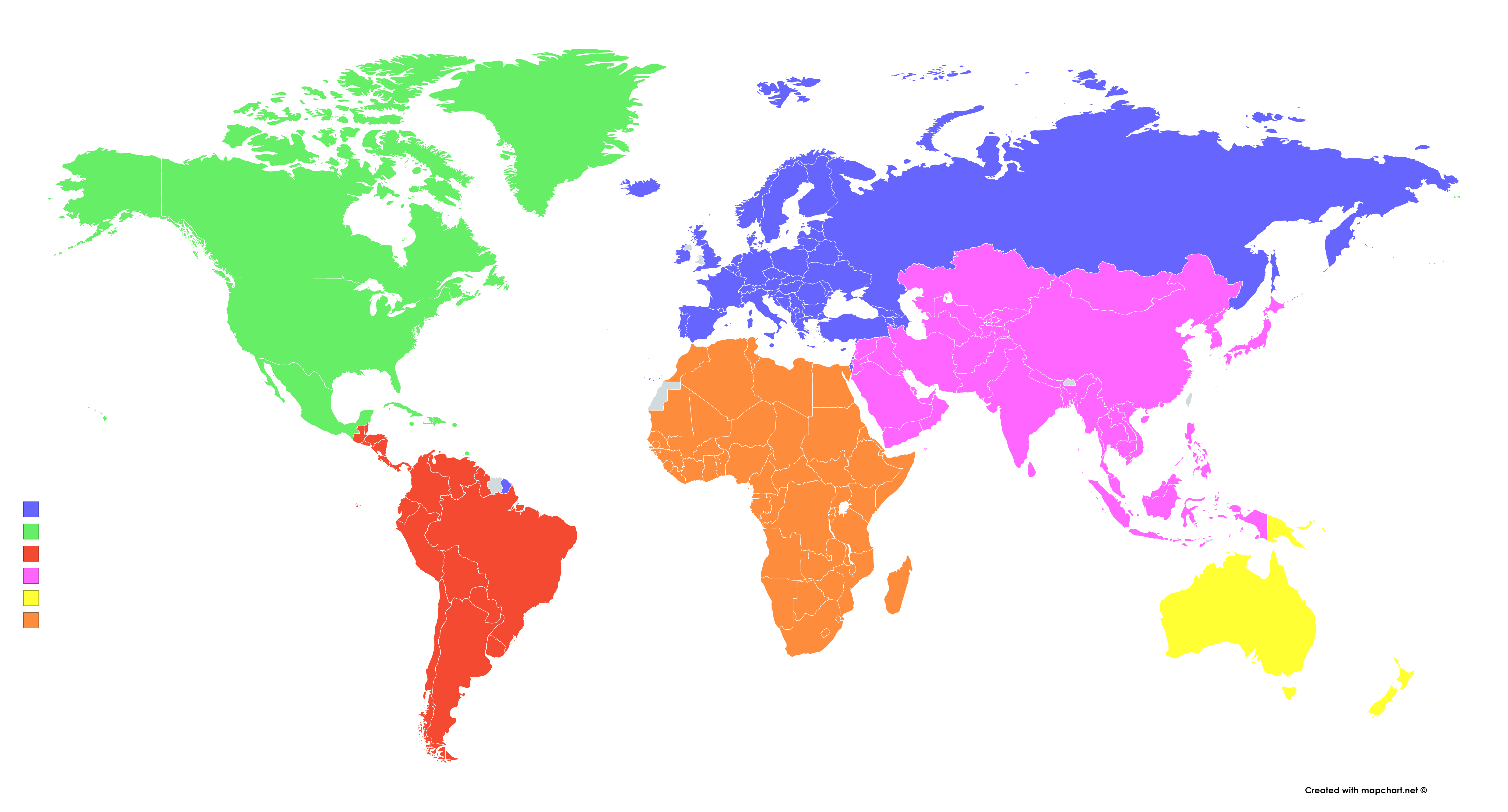
Liste des fédérations continentales affiliées à la Fédération internationale de handball (IHF) :
Fédération asiatique de handball
Confédération africaine de handball (CAHB)
Confédération d'Amérique du Nord et des Caraïbes (NACHC)
Confédération d'Amérique du Sud et centrale (SCAHC)
Fédération du continent océanien de handball (OCHF)
Fédération européenne de handball (EHF)

## Membres
L'AHF compte 40 pays membres. Les principales fédérations sont :
| Pays            | Fédération                               | Fédération                 | Sigle | Fondation | Adhésion à l'IHF |
| Pays            | Nom                                      | Nom dans la langue du pays | Sigle | Fondation | Adhésion à l'IHF |
| --------------- | ---------------------------------------- | -------------------------- | ----- | --------- | ---------------- |
| Arabie saoudite | Fédération saoudienne de handball (en)   | اتحاد كرة اليد السعودي     | SAHF  | 1975      | 1975             |
| Bahreïn         | Fédération bahreïnienne de handball (en) | اتحاد البحرين لكرة اليد    | BHF   | 1974      | 1978             |
| Chine           | Fédération chinoise de handball (en)     | 中国手球协会               | ?     | 1979      | 1980             |
| Corée du Sud    | Fédération sud-coréenne de handball      | 대한핸드볼협회             | KHF   | 1945      | 1960             |
| Japon           | Fédération japonaise de handball (en)    | 日本ハンドボール協会       | JHA   | 1938      | 1952             |
| Kazakhstan      | Fédération kazakhe de handball (en)      | ?                          | ?     | 1957      | 1992             |
| Koweït          | Fédération koweïtienne de handball (en)  | الاتحاد الكويتي لكرة اليد  | KHA   | 1966      | 1966             |
| Qatar           | Association qatarienne de handball       | جمعية قطر لكرة اليد        | QHA   | 1968      | 1978             |

Les autres fédérations sont :
| Nation              | Fédération                                                               |
| ------------------- | ------------------------------------------------------------------------ |
| Afghanistan         | Fédération afghane de handball                                           |
| Bangladesh          | Fédération de handball du Bangladesh                                     |
| Brunei              | Fédération de handball du Brunei                                         |
| Bhoutan             | Fédération bhoutanaise de handball                                       |
| Cambodge            | Fédération cambodgienne de handball                                      |
| Corée du Nord       | Association de handball de la république populaire démocratique de Corée |
| Émirats arabes unis | Fédération de handball des Émirats arabes unis                           |
| Hong Kong           | Association de handball de Hong Kong                                     |
| Indonésie           | Association indonésienne de handball                                     |
| Inde                | Fédération de handball de l'Inde                                         |
| Irak                | Fédération irakienne de handball                                         |
| Iran                | Fédération de handball de la république islamique d'Iran                 |
| Jordanie            | Fédération jordanienne de handball                                       |
| Kirghizistan        | Fédération kirghize de handball                                          |
| Laos                | Fédération de handball du Laos                                           |
| Liban               | Fédération Libanaise de handball                                         |
| Macao               | Association de handball Macao                                            |
| Malaisie            | Fédération malaisienne de handball                                       |
| Maldives            | Fédération de handball des Maldives                                      |
| Mongolie            | Fédération mongole de handball                                           |
| Népal               | Association népalaise de handball                                        |
| Oman                | Association de handball d'Oman                                           |
| Ouzbékistan         | Fédération de handball d'Ouzbékistan                                     |
| Pakistan            | Fédération pakistanaise de handball                                      |
| Palestine           | Fédération palestinienne de handball                                     |
| Philippines         | Fédération philippine de handball                                        |
| Singapour           | Fédération de Handball de Singapour                                      |
| Sri Lanka           | Fédération de handball du Sri Lanka                                      |
| Syrie               | Fédération arabe syrienne de handball                                    |
| Tadjikistan         | Association de handball du Tadjikistan                                   |
| Taipei chinois      | Association de handball du Taipei chinois                                |
| Thaïlande           | Association de handball de Thaïlande                                     |
| Timor oriental      | Association de handball du Timor oriental                                |
| Turkménistan        | Fédération de handball du Turkménistan                                   |
| Viêt Nam            | Fédération vietnamienne de handball                                      |
| Yémen               | Association de handball du Yémen                                         |

## Présidents
Le Koweïtien Fahad Al-Ahmed Al-Jaber Al-Sabah est le président de la fédération à compter de sa création le 26 août 1974 et jusqu'au 2 août 1990, date de sa mort au cours de la guerre du Golfe.
Après un intérim assuré par le Bahreïnien Mohammed Ali Abul jusqu'à la fin de la guerre du Golfe en 1991, Ahmad al-Fahd al-Sabah succède à son père jusqu'au 5 novembre 2021, date à laquelle il est condamné pour forgerie. En conséquence, le premier vice-président, le Japonais Yoshihide Watanabe assure l'intérim depuis cette date.

## Compétitions organisées

### Sélections nationales
- Championnat d'Asie masculin de handball
- Championnat d'Asie féminin de handball
- Handball aux Jeux asiatiques

### Clubs
- Ligue des champions d'Asie masculine de handball
- Ligue des champions d'Asie féminine de handball